# Carpenter (cràter)
Carpenter és un cràter d'impacte en la part nord de la Lluna, relativament prop del límit d'ombra (pel que es veu des de la Terra). En aquesta posició, el cràter presenta un fort escorç i apareix amb forma oval, encara que el seu contorn és gairebé circular. Les rampes exteriors cap al sud limiten amb l'antic cràter Anaximandre, amb el cràter satèl·lit Anaximandre B situat en la vora occidental. Al nord-est se situa Anaxímenes.

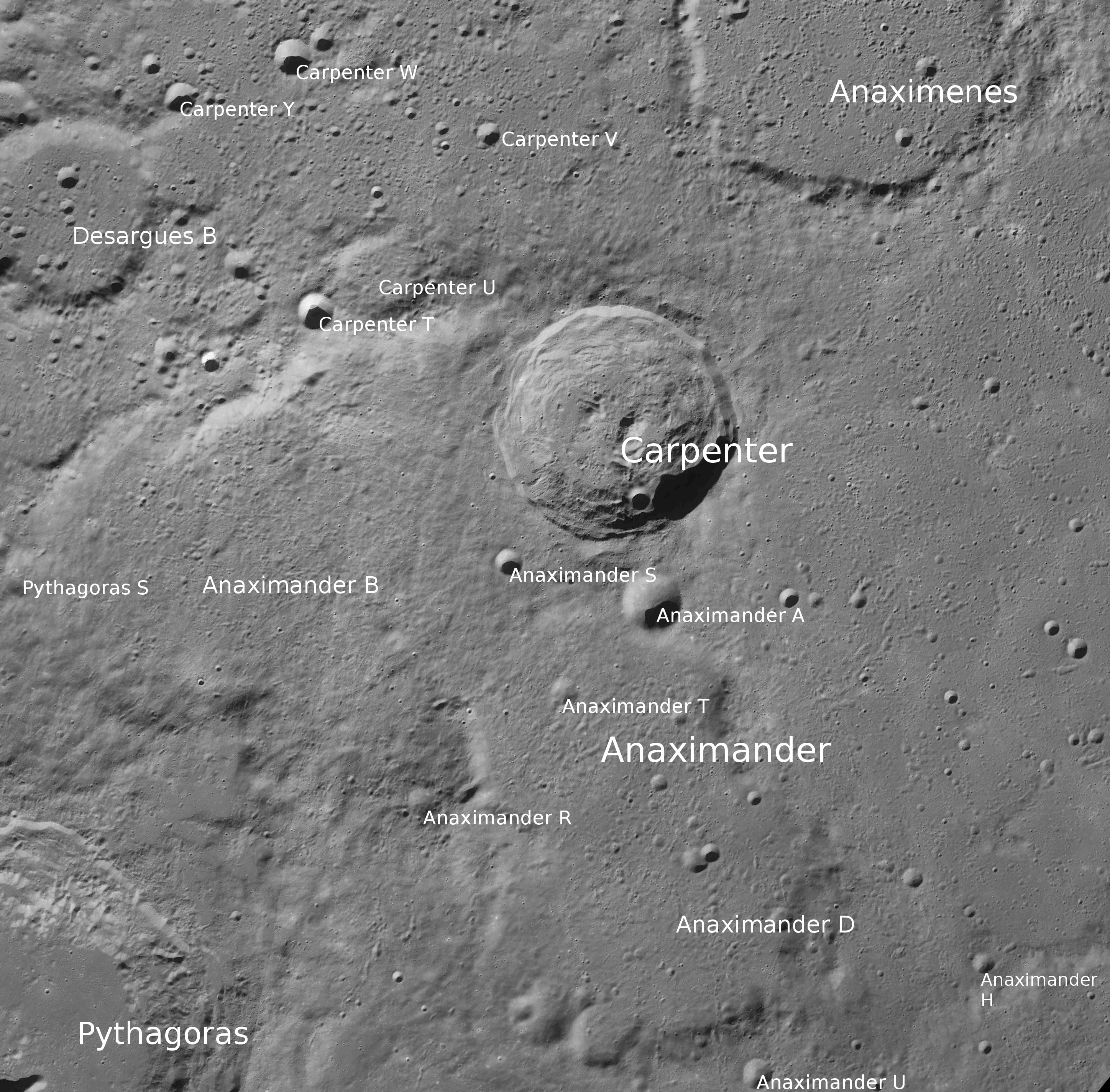
Fotografia de la missió Lunar Reconnaissance Orbiter

En termes geològics Carpenter és un cràter lunar relativament modern, amb un perfil sense erosions significatives produïdes per impactes posteriors, sent molt més jove que les formacions de cràters circumdants. La paret interior mostra signes d'inestabilitat, especialment al llarg de la cara est, amb el desenvolupament de zones terraplenades. La vora externa no està marcat per cràters ressaltables, encara que es localitza un petit cràter al llarg de la paret interior sud-sud-est. El cràter està afectat per un sistema de marques radials, per la qual cosa s'assigna com a part del Període Copernicà.
El sòl dins de les parets internes inclinades generalment es presenta anivellat però irregular, amb moltes petites fondalades i pujols. Prop del punt central posseeix una formació inusual central amb un pic doble, amb el pic més petit desplaçat cap a l'oest i la cresta de major grandària cap a l'est. Aquest últim ressalt s'allarga cap al sud fins a aconseguir la vora de la paret interior.

## Cràters satèl·lit

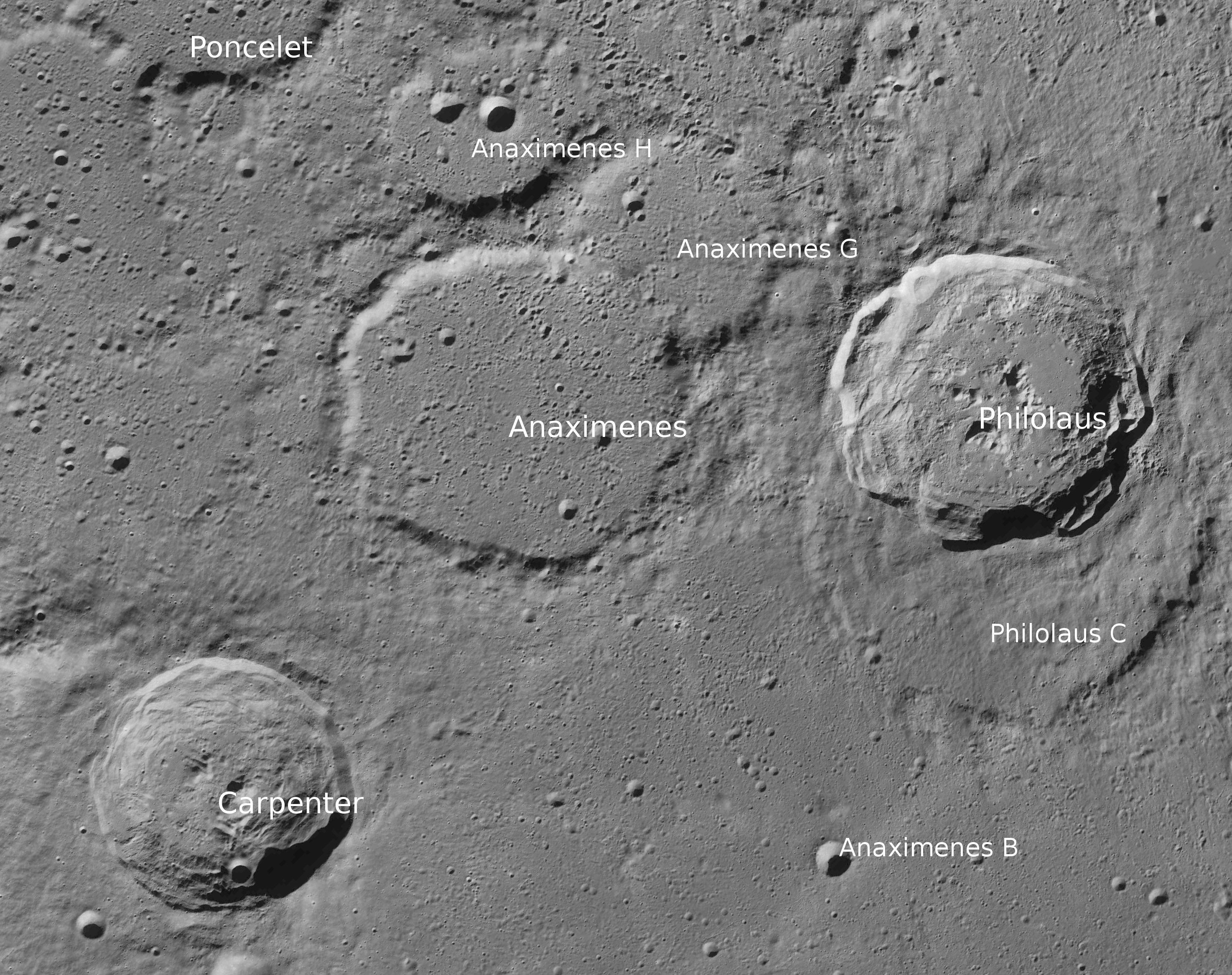
Fotografia de la missió Lunar Reconnaissance Orbiter

Per convenció aquests elements són identificats en els mapes lunars posant la lletra en el costat del punt central del cràter que està més prop de Carpenter.
|           | \| Carpenter \| Coordenades \| Diàmetre \| \| --------- \| ------------------------------------ \| -------- \| \| T \| 70° 12′ N, 58° 18′ O / 70.2°N,58.3°O \| 9 km \| \| U \| 70° 36′ N, 57° 00′ O / 70.6°N,57.0°O \| 26 km \| \| V \| 71° 48′ N, 54° 06′ O / 71.8°N,54.1°O \| 6 km \| \| W \| 72° 18′ N, 59° 48′ O / 72.3°N,59.8°O \| 10 km \| \| Y \| 71° 54′ N, 62° 42′ O / 71.9°N,62.7°O \| 9 km \| |          |
| Carpenter | Coordenades | Diàmetre |
| T         | 70° 12′ N, 58° 18′ O / 70.2°N,58.3°O | 9 km     |
| U         | 70° 36′ N, 57° 00′ O / 70.6°N,57.0°O | 26 km    |
| V         | 71° 48′ N, 54° 06′ O / 71.8°N,54.1°O | 6 km     |
| W         | 72° 18′ N, 59° 48′ O / 72.3°N,59.8°O | 10 km    |
| Y         | 71° 54′ N, 62° 42′ O / 71.9°N,62.7°O | 9 km     |

### Altres referències
- (WGPSN), IAU Working Group for Planetary System Nomenclature. «Gazetteer of Planetary Nomenclature. 1:1 Million-Scale Maps of the Moon» (en anglès).  UAI / USGS, 13-02-2013. [Consulta: 6 abril 2016].
- Andersson, L. E.; Whitaker, E. A.,. NASA Catalogue of Lunar Nomenclature (en anglès).  NASA RP-1097, 1982.
- Blue, Jennifer. «Gazetteer of Planetary Nomenclature» (en anglès).  USGS, 25-07-2007. [Consulta: 2 gener 2012].
- Bussey, B.; Spudis, P.. The Clementine Atlas of the Moon (en anglès).  Nueva York: Cambridge University Press, 2004. ISBN 0-521-81528-2.
- Cocks, Elijah E.; Cocks, Josiah C.. Who's Who on the Moon: A Biographical Dictionary of Lunar Nomenclature (en anglès).  Tudor Publishers, 1995. ISBN 0-936389-27-3.
- McDowell, Jonathan. «Lunar Nomenclature» (en anglès).   Jonathan's Space Report, 15-07-2007. [Consulta: 2 gener 2012].
- Menzel, D. H.; Minnaert, M.; Levin, B.; Dollfus, A.; Bell, B. «Report on Lunar Nomenclature by The Working Group of Commission 17 of the IAU» (en anglès). Space Science Reviews, 12, 1971, pàg. 136.
- Moore, Patrick. On the Moon (en anglès).  Sterling Publishing Co, 2001. ISBN 0-304-35469-4.
- Price, Fred W. The Moon Observer's Handbook (en anglès).  Cambridge University Press, 1988. ISBN 0521335000.
- Rükl, Antonín. Atlas of the Moon (en anglès).  Kalmbach Books, 1990. ISBN 0-913135-17-8.
- Webb, Rev. T. W.. Celestial Objects for Common Telescopes, 6ª edición revisada (en anglès).  Dover, 1962. ISBN 0-486-20917-2.
- Whitaker, Ewen A. Mapping and Naming the Moon (en anglès).  Cambridge University Press, 2003. 978-0-521-54414-6.
- Wlasuk, Peter T. Observing the Moon (en anglès).  Springer, 2000. ISBN 1-85233-193-3.